# Paolo Toschi (folclorista)
Paolo Toschi (Lugo, 8 maggio 1893 – Roma, 1974) è stato un filologo e storico della letteratura italiano, noto soprattutto come studioso di letteratura folcloristica.
Insieme a Francesco Balilla Pratella, Paolo Toschi è considerato il folclorista romagnolo più noto in ambito nazionale

## Biografia
Compì gli studi liceali a Faenza diplomandosi nel 1911 con Licenza d'Onore (cioè con una media superiore ai 9/10).
Frequentò l'Università di Firenze, alla Facoltà di Lettere, dove ebbe come maestri, tra gli altri, Guido Mazzoni e Pio Rajna. Si laureò con quest'ultimo nel 1919 con una tesi su La poesia religiosa del popolo italiano. Dal padre, Toschi aveva ereditato la passione per la poesia popolare religiosa.
Nel 1933 iniziò ad insegnare all'Università La Sapienza di Roma. Nel 1938 divenne professore ordinario di Storia delle tradizioni popolari; tenne la cattedra fino al 1968, quando compì 75 anni.
Fu direttore della rivista di studi demo-etno-antropologici "Lares" dal 1949 alla morte.

## Opere
Monografie
- La poesia religiosa del popolo italiano. Vecchi canti religiosi popolari (Firenze, Libreria editrice fiorentina, 1921),
- Palpebre abbassate (Milano, Bottega di poesia, 1922)
- Romagna solatia. Per le scuole medie e le persone colte (Milano, L. Trevisini, 1925)[3]
- Il valore attuale ed eterno della poesia pascoliana
- Le fonti inedite della storia della Tripolitania (A. Airoldi editore, 1934) (Prefazione di Italo Balbo. Sul frontespizio: "Opera segnalata con premio dalla R. Accademia dei Lincei").
- La poesia popolare religiosa in Italia (Firenze, L. S. Olschki, 1935)
- Raggio verde (Roma, Istituto grafico Tiberino, 1938)
- Dal dramma liturgico alla rappresentazione sacra. Saggi (Firenze, G. C. Sansoni, 1940)
- Guida allo studio delle tradizioni popolari (Roma, Edizioni Italiane, stampa 1941)
- Saggi di letteratura popolare (Milano, Montuoro, stampa 1943)
- Saggi sull'arte popolare (Roma, Edizioni Italiane, 1944)
- Poesia e vita di popolo (Venezia, F. Montuoro, stampa 1946)
- Fenomenologia del canto popolare (Roma, Edizioni dell'Ateneo, stampa 1947)
- Fenomenologia del canto popolare. Parte I e II (opera completa) (Roma, Edizioni dell'ateneo, 1951)
- Il folklore (Roma, Universale Studium, stampa 1951)
- Gli studi delle tradizioni popolari in Romagna (Rocca San Casciano, Arti grafiche Cappelli, 1952)
- Francesco Balilla Pratella studioso del Canto Popolare (Firenze, Leo S. Olschki, 1955)
- Le origini del teatro italiano (Torino, Einaudi, 1955),
- "Rappresaglia" di studi di letteratura popolare (Firenze, L. S. Olschki, 1956)
- Lei ci crede? Appunti sulle superstizioni (Torino, Edizioni Radio Italiana (ERI), 1957)
- Tradizioni popolari italiane (Torino, ERI, 1959)
- Arte popolare italiana (Roma, Bestetti, 1960),
- Guida allo studio delle tradizioni popolari (Torino, Boringhieri, 1962)
- Invito al folklore italiano. Le regioni e le feste (Roma, Studium, 1963)
- Romagna tradizionale: usi e costumi, credenze e pregiudizi (Bologna, L. Cappelli, 1963)
- La leggenda di San Giorgio nei canti popolari italiani (Firenze, Olschki, 1964),
- Il valore attuale ed eterno della poesia di Jacopone (Todi, 1964)
- L'antico teatro religioso italiano (Matera, fratelli Montemurro, 1966)
- Le origini del teatro italiano (Torino, Boringhieri, stampa 1969)
- Bibliografia degli ex-voto italiani (Firenze, Olschki, 1970)
- Pagine abruzzesi (L'Aquila, L. U. Japadre, 1970)
- Le tavolette votive della Madonna dell'Arco (Cava dei Tirreni, Di Mauro, 1971)
- Guida allo studio delle tradizioni popolari (Torino, Boringhieri, 1974)

Curatele
Paolo Toschi è stato il curatore dei primi tre volumi dell'opera Corpus delle tradizioni popolari romagnole edita da Cappelli:
- I Romagna tradizionale. Usi e costumi, credenze e pregiudizi (prefazione di Aldo Spallicci, 1952)
- II Buon Sangue romagnolo: racconti di animali, scherzi, aneddoti, facezie (con Angelo Fabi, 1960)
- III Fiabe e leggende romagnole (con Angelo Fabi, 1963)

Altre curatele:
- «Fabri» del folklore. Ritratti e ricordi (Roma, A. Signorelli, stampa 1958)
- Stampe popolari italiane dal XV al XX secolo (Milano, Electa, 1968)

Contributi
- Storia del teatro italiano (a cura di Silvio D'Amico; con introduzione di Luigi Pirandello e 10 capitoli di Paolo Toschi), Milano, V. Bompiani, 1936 (stampa 1935)
- 11: Il folklore. tradizioni, vita e arti popolari (testo a cura di Paolo Toschi), Milano, Touring club italiano, 1967.